# Landiopsis
Landiopsis là một chi thực vật có hoa trong họ Thiến thảo (Rubiaceae).

## Loài
Chi Landiopsis gồm các loài: